# 劉尚質 (萬曆進士)
劉尚質（16世紀—17世紀），字彬卿，號知玄，河南汝宁府罗山县军籍信陽州人，明朝政治人物。

## 生平
七月二十八日生，治易经。萬曆十九年（1591年）河南鄉試第二十三名舉人，二十三年（1595年）乙未科會元，登會試第十四名，廷試三甲第九名進士，吏部觀政，本年六月授行人司行人，二十八年行取，將授選監察御史，二十九年丁父憂，因父親去世悲哀而亡。

## 家庭
曾祖劉懷。祖劉仲文。父劉鳴瑞，廪生。母朱氏。具庆下。有弟劉尚朴，同科進士。娶楊氏，子永泰、永豫、永萃。